# Pietrowsko-Razumowskaja
Pietrowsko-Razumowskaja (ros. Петровско-Разумовская) – stacja moskiewskiego metra linii Sierpuchowsko-Timiriaziewskiej (kod 133). Wyjścia prowadzą na Łokomotiwnyj Projezd, Szosse Dmitrowskoje i peron stacji Pietrowsko-Razumowskaja.

## Konstrukcja i wystrój
Stacja w momencie budowy była planowana jako kompleks przesiadkowy. Składać się ma z dwóch stacji (obecnie czynna jest jedna) trzynawowych, każda z jednym peronem, wykonanych w technologii głębokich stacji kolumnowych. Westybul stacji wykonano z czerwonej cegły i ozdobiono witrażami. Kolumny i ściany nad torami pokryto białym i szarym marmurem. Na końcu stacji ustawiono wazy ze sztucznymi kwiatami. Podłogi wyłożono ciemnym granitem. 

## Rozwój
Od początku istnienia stacji planowano tutaj ponowne połączenie z linią Lublinsko-Dmitrowskają. Dlatego podczas budowy pierwszej stacji poczyniono odpowiednie przygotowania do późniejszej rozbudowy. W 2011 rozpoczęto budowę nowego odcinka składającego się z 6 stacji. Bliźniacza stacja jest trzecią z kolei na tym odcinku. Obecne plany zakładają jego skończenie do 2014 roku. W planach jest także m.in. budowa drugiego, południowego, westybulu.